# Fusariella bizzozeriana
Fusariella bizzozeriana är en svampart som först beskrevs av Pier Andrea Saccardo, och fick sitt nu gällande namn av S. Hughes 1949. Fusariella bizzozeriana ingår i släktet Fusariella, divisionen sporsäcksvampar och riket svampar.   Inga underarter finns listade i Catalogue of Life.